# Metaxades
Metaxades (in greco Μεταξάδες?) è un ex comune della Grecia nella periferia della Macedonia orientale e Tracia di 4 486 abitanti secondo i dati del censimento 2001.
È stato soppresso a seguito della riforma amministrativa detta Programma Callicrate in vigore dal gennaio 2011 ed è ora compreso nel comune di Didymoteicho.

## Località
Metaxades è divisa nelle seguenti comunità (i nomi dei villaggi tra parentesi):
- Metaxades (Metaxades, Avdella)
- Alepochori (Alepochori, Polia)
- Asproneri (Asproneri, Giatrades)
- Vrysika (Vrysika, Savra)
- Doxa
- Elafochori (Elafochori, Chionades, Vrysi)
- Ladi
- Paliouri